# Donuea decorsei
Donuea decorsei är en spindelart som först beskrevs av Simon 1903.  Donuea decorsei ingår i släktet Donuea, och familjen månspindlar.
Arten är endemisk för Madagaskar. Inga underarter finns listade.